# 羅賓格倫-印第安敦 (密歇根州)
羅賓格倫-印第安敦（英語：Robin Glen-Indiantown）是位於美國密歇根州薩吉諾縣比尤納維斯塔特設鎮區的一個普查規定居民點。

## 人口
根據2020年美國人口普查的數據，羅賓格倫-印第安敦的面積為7.27平方千米，當中陸地面積為7.27平方千米，而水域面積為0.00平方千米。當地共有人口674人，而人口密度為每平方千米92.71人。